# Comuna Seleșciîna, Mașivka
Seleșciîna (în ucraineană Селещина) este o comună în raionul Mașivka, regiunea Poltava, Ucraina, formată din satele Latîșivka, Seleșciîna (reședința), Suhonosivka și Tîmcenkivka.

## Demografie
Componența lingvistică a comunei Seleșciîna
     Ucraineană (95,33%)
     Rusă (4,42%)
     Alte limbi (0,19%)
Conform recensământului din 2001, majoritatea populației comunei Seleșciîna era vorbitoare de ucraineană (95,33%), existând în minoritate și vorbitori de rusă (4,42%).